# Saber Interactive
Saber Interactive és una empresa desenvolupadora de videojocs amb seu a Millburn (New Jersey), amb oficines de desenvolupament a Sant Petersburg, Rússia. Ells principalment desenvolupen videojocs d'acció. L'estudi va llançar el videojoc Will Rock en el 2003, i va llançar un altre joc anomenat TimeShift per Microsoft Windows, Xbox 360 i PlayStation 3 a nivell mundial en el 2007. El motor de joc de múltiples formats de Saber es troba en la seva quarta iteració: Saber 3D, v.S4.
El disseny de joc, la tecnologia de nucli, el desenvolupament de motor de joc multi-plataforma i la gestió de la producció es realitzen a la seu de Saber als EUA, mentre que el gruix de la producció real es porta a terme a les oficines de Saber, pels empleats a temps complet en Rússia.
Saber ha pres nota, que són capaços de mantenir una alta producció i valors de disseny alhora que s'aprofiten del gran talent rus en ciències de la computació, representació artística, i  belles arts talent mentre també redueixen costos en el desenvolupament.

## Videojocs
- Will Rock - PC (2003)
- TimeShift - PC, PS3, X360 (2007)
- Battle: Los Angeles (a través de Live Action Studios) - PSN, XBLA, PC (2011)
- Inversion - PS3, X360 (2012)